# قلعه (فیلم ۲۰۱۷)
قلعه (انگلیسی: The Fortress; کره‌ای: 남한산성) یک فیلم حماسی درام تاریخی سال ۲۰۱۷ کره جنوبی به کارگردانی هوانگ دونگ هیوک و با بازی لی بیونگ هون و کیم یون سوک است. این فیلم روایتگر حمله منچو به چوسان در سال ۱۶۳۶ و کشمکش های سیاسی بین مقامات را به تصویر میکشد.

## بازیگران

### اصلی
- لی بیونگ هون در نقش چوی میونگ گیل[۳][۴]
- کیم یون سوک در نقش کیم سانگ هون[۵][۶]
- پارک هه ایل در نقش پادشاه این‌جو[۷]
- گو سو در نقش سو نا سو
- پارک هی-سون در نقش لی شی بک